# Station Smołdzino
Station Smołdzino is een spoorwegstation in de Poolse plaats Smołdzino.